# 131-я стрелковая дивизия (2-го формирования)
131-я стрелковая Ропшинская Краснознамённая дивизия (131-я сд) — воинское соединение РККА, принимавшее участие в Великой Отечественной войне.

## История формирования
131-я стрелковая дивизия сформирована в период с 5 по 19 сентября 1939 года в городе Нежин УССР на базе Нежинского запасного полка.
131-я стрелковая дивизия (2-го формирования) сформирована в период с декабря 1941 года по февраль 1942 года, в городе Киров из выведенных на переформирование частей 131-й стрелковой дивизии (1-го формирования).
В 1942 году было приказано перебросить дивизию под Ленинград, находившийся в кольце блокады. Погрузили всех в железнодорожные составы и отправили до станции Череповец. Загнали вагоны на запасной путь. Неделю простояли там, ожидая дальнейшего продвижения. Вскоре был получен новый приказ (директива Ставки ВГК № 994112 от 12 июля 1942 г., ЦАМО, ф. 48-А, on. 1640, д. 180, л. 6. Подлинник.): 131-ю стрелковую дивизию, находящуюся в составе 1-й резервной армии, отправить под Сталинград.

## Участие в боевых действиях
Период вхождения в действующую армию: 12 июля 1942 года — 29 сентября 1942 года, 20 января 1943 года — 09 мая 1945 года.
С 28 июля дивизия вела бои в составе 1-й танковой армии (в составе 482 стрелкового полка) на правом берегу реки Дон, остальными частями 131-й дивизии удерживала переправу в районе Калача-на-Дону и обеспечивала связь со Сталинградом и штабом армии, в связи с опасностью перехода танковых немецких дивизий через Голубинскую, по приказу командования, дивизия передвинута в район хутора Камыши, прикрывая подход частей 62-й армии. 6 августа 1942 года она была включена в состав 62-й армии. 9 августа её части вынуждены были отойти на левый берег Дона, где заняли оборону в районе хутора Камыши. Затем части дивизии под командованием полковника Песочина М. А. вели тяжёлые бои в окружении и полуокружении, с 15 сентября сражались непосредственно на улицах Сталинграда. 22 сентября 1942 года дивизия была выведена в резерв Юго-Восточного фронта, затем 29 сентября — в резерв Ставки ВГК.
Дивизия приняла участие в Ленинградско-Новгородской стратегической наступательной операции и Красносельско-Ропшинской операции, целью которой являлся разгром 18-й немецкой армии и полная деблокада Ленинграда.
На основании Директивы Генштаба ВС СССР № орг/1/107 от 6 мая 1946 года и директивы ВС Ленинградского Военного Округа № 1/13700 от 8 мая 1946 года 131-я стрелковая Ропшинская Краснознамённая дивизия была расформирована. Сержантский и рядовой состав были переданы для прохождения службы в 1-ю пулемётно-артиллерийскую бригаду 79-го укреплённого района, офицерский состав убыл в другие воинские части.

## Подчинение
| На дату    | Фронт                | Армия                    | Корпус                  |
| ---------- | -------------------- | ------------------------ | ----------------------- |
| 12.07.1942 | Юго-Западный фронт   | 64-я армия               | -                       |
| 26.07.1942 | Сталинградский фронт | 1-я ТА                   | -                       |
| 06.08.1942 | Сталинградский фронт | 62-я армия               | -                       |
| 30.08.1942 | Юго-Западный фронт   | 64-я армия               | -                       |
| 29.09.1942 | Юго-Западный фронт   | Резерв ставки ВГК        | -                       |
| 01.10.1942 | Сталинградский фронт | фронтовое подчинение     | -                       |
| 01.11.1942 | Резерв ставки ВГК    | 2-я РА                   | -                       |
| 01.02.1943 | Ленинградский фронт  | 55-я армия               | -                       |
| 01.10.1943 | Ленинградский фронт  | 2-я ударная армия (СССР) | -                       |
| 01.12.1943 | Ленинградский фронт  | 2-я ударная армия (СССР) | 43-й стрелковый корпус  |
| 01.01.1944 | Ленинградский фронт  | 2-я ударная армия (СССР) | 122-й стрелковый корпус |
| 01.04.1944 | Ленинградский фронт  | 8-я армия (СССР)         | 43-й стрелковый корпус  |
| 01.08.1944 | Ленинградский фронт  | 2-я ударная армия (СССР) | 124-й стрелковый корпус |
| 01.09.1944 | Ленинградский фронт  | 2-я УА                   | 117-й стрелковый корпус |
| 01.10.1944 | Ленинградский фронт  | 8 А                      | 109-й стрелковый корпус |

## Состав
- 482-й стрелковый полк, «Нарвский» (от 09.08.1944)
- 593-й стрелковый полк, «Нарвский»(от 09.08.1944)
- 743-й стрелковый полк, «Нарвский»(от 09.08.1944)
- 409-й артиллерийский полк, «Нарвский»(от 09.08.1944)
- 182-й отдельный истребительно-противотанковый дивизион
- 437-й пулемётный батальон (с 23.07.42 по 10.05.43)
- 492-я разведывательная рота
- 218-й сапёрный батальон
- 154-й отдельный батальон связи (450-я отдельная рота связи)
- 225-й медико-санитарный батальон
- 96-я отдельная рота химзащиты
- 76-я автотранспортная рота[3]
- 407-й полевая хлебопекарня
- 869-й дивизионный ветеринарный лазарет
- 546-й миномётный дивизион
- 1713-я полевая почтовая станция
- 1052-я полевая касса Госбанка[2]

## Командование дивизии

### Командиры
- Комаров, Фёдор Иванович (25.12.1941 — 28.03.1942), полковник
- Джахуа, Кирилл Кочоевич (15.04.1942 — 26.07.1942), полковник
- Песочин, Михаил Александрович(26.07.1942 — 18.11.1943), полковник
- Романенко, Пётр Логвинович (18.11.1943 — 09.05.1945), полковник[4]

### Заместители командира дивизии по строевой части
- Калмыков Василий Иванович (25.11.1942 —), полковник

### Военные комиссары (с 09.10.1942 заместители командира по политчасти)
- Кузьмин Андрей Петрович (01.03.1944 —), гвардии подполковник

### Начальники штаба дивизии
- Жигарев Яков Савельевич (13.03.1943 —), полковник

## Награды и наименования
| Награда (наименование) | Дата                                      | За что награждена |
| ---------------------- | ----------------------------------------- | --- |
| «Ропшинская»           | присвоено приказом ВГК № 08 от 21.01.1944 | за прорыв сильно укреплённой, долговременной обороны противника в районе реки Чёрная и населённого пункта Порожки, за умелое окружение и уничтожение группировки противника в районе Ропши |
| Орден Красного Знамени | награждена указом ВС СССР от 22.03.1944   | за образцовое выполнение боевых заданий командования на фронте борьбы с немецкими захватчиками и проявленные при этом доблесть и мужество                                                  |

## Отличившиеся воины дивизии
| Награда | Ф. И. О.                   | Должность                                                    | Звание        | Дата награждения | Примечания                                         |
| ------- | -------------------------- | ------------------------------------------------------------ | ------------- | ---------------- | -------------------------------------------------- |
|         | Деев, Владимир Николаевич  | стрелок 3-го стрелкового батальона 743-го стрелкового полка  | красноармеец  | 24.03.1945       | за успешную переправу через реку Нарву (посмертно) |
|         | Орлов, Иван Петрович       | стрелок стрелковой роты 743-го стрелкового полка             | красноармеец  | 24.03.1945       | за успешную переправу через реку Нарву             |
|         | Романенко, Пётр Логвинович | командир дивизии                                             | генерал-майор | 21.02.1944       | за успешное взятие Ропши                           |
|         | Юханов, Алексей Семёнович  | командир взвода 2-й стрелковой роты 593-го стрелкового полка | лейтенант     | 24.03.1945       | за успешную переправу через реку Нарву (посмертно) |